# Полдневицкое сельское поселение
Полдне́вицкое се́льское поселе́ние — муниципальное образование в составе Поназыревского района Костромской области России.
Административный центр — посёлок Полдневица.

## История
Полдневицкое сельское поселение образовано 30 декабря 2004 года в соответствии с Законом Костромской области № 237-ЗКО, установлены статус и границы муниципального образования.

## Население
| 2008 | 2010  | 2012 | 2013 | 2014 | 2015 | 2016 |
| ---- | ----- | ---- | ---- | ---- | ---- | ---- |
| 1440 | ↘1079 | ↘998 | ↘900 | ↘827 | ↘760 | ↘712 |
| 2017 | 2018  | 2019 | 2020 | 2021 | 2024 |      |
| ↘668 | ↘642  | ↘603 | ↘573 | ↘430 | ↗640 |      |

## Состав сельского поселения
| № | Населённый пункт | Тип населённого пункта          | Население |
| - | ---------------- | ------------------------------- | --------- |
| 1 | Дароватка        | посёлок                         | ↘0        |
| 2 | Зинковка         | посёлок                         | ↘1        |
| 3 | Новый            | посёлок                         | ↗44       |
| 4 | Полдневица       | посёлок, административный центр | ↘627      |